# Sokołda (Fluss)
Die Sokołda ist ein rechter Zufluss des Supraśl, der wiederum in den Narew mündet, in Polen.

## Geografie
Der 57,5 km lange Fluss entspringt bei dem Dorf Trzcianka im Nordwesten der Stadt Sokółka in der Woiwodschaft Podlachien und fließt in südlicher Richtung im Osten der Stadt Białystok durch den Landschaftsschutzpark Park Krajobrazowy Puszczy Knyszyńskiej, bis er bei dem Dorf Surażkowo (Gmina Supraśl) in den Supraśl mündet. Das Einzugsgebiet wird mit 464 km² angegeben, der mittlere Abfluss mit 2,61 m³/s.